# Macedonia del Norte en los Juegos Europeos de Minsk 2019
Macedonia del Norte participó en los Juegos Europeos de Minsk 2019. Responsable del equipo nacional fue el Comité Olímpico Macedonio.
El equipo de Macedonia del Norte no obtuvo ninguna medalla en estos Juegos.